# Zaplavka, Mahdalînivka
Zaplavka (în ucraineană Заплавка) este localitatea de reședință a comunei Zaplavka din raionul Mahdalînivka, regiunea Dnipropetrovsk, Ucraina.

## Demografie
Componența lingvistică a localității Zaplavka
     Ucraineană (94,32%)
     Rusă (2,44%)
     Alte limbi (1,13%)
Conform recensământului din 2001, majoritatea populației localității Zaplavka era vorbitoare de ucraineană (94,32%), existând în minoritate și vorbitori de rusă (2,44%) și armeană (1,95%).